# Von dem Geizigen und den beiden Broten
Von dem Geizigen und den beiden Broten ist eine Erzählung aus den Geschichten aus Tausendundeiner Nacht. In der Arabian Nights Encyclopedia wird sie als ANE 186 gelistet. Sie ist eine Binnenerzählung in der größeren Geschichte Die List und Tücke der Frauen (ANE 181).
Die Anekdote warnt vor Geiz und dem Glauben, das in geringem Preis nicht auch geringe Qualität stecken kann.

## Handlung
Einst war ein Kaufmann im Essen und Trinken geizig. Eines Tages reiste er in eine fremde Stadt, wo er auf dem Markt eine alte Frau traf, die zwei Brotlaibe trug. Der Kaufmann feilschte mit ihr um den niedrigsten Preis und kaufte die Brote. Die nächsten drei Wochen traf er die Frau jeden Tag auf dem Markt wieder und kaufte ihr stets ihre beiden Brote ab. Danach jedoch war die Alte verschwunden, ehe er ihr durch Zufall schließlich wieder begegnete. Als er sie fragte, warum sie ihre Brote nicht mehr verkaufe, gab sie zunächst ausweichende Antworten, erzählte ihm dann jedoch alles.
Sie diente einem Mann, der fressende Schwären auf seinem Rücken hatte. Dessen Arzt pflegte aus Mehl und zerlassener Butter einen Teig zu kneten und diesen über Nacht auf die wunde Stelle des Mannes zu legen. Am nächsten Morgen pflegte die Alte dann den Teig zu nehmen, daraus Brote zu backen und auf dem Markt anzubieten. Sie verkaufte die Brote nun nicht mehr, weil ihr Herr verstorben war. Als der Kaufmann das gehört hatte, begann er sich unaufhörlich zu erbrechen und zu bereuen, wo Reue nicht mehr half, da er ebenfalls starb.
Die Geschichte wird von dem zweiten Wesir in der Haupterzählung Die List und Tücke der Frauen (ANE 181) berichtet und soll belegen, dass Frauen nicht zu trauen ist.

## Hintergrund
Die Geschichte findet sich in den frühen Druckausgaben von Tausendundeine Nacht, darunter in Bulaq I, Kalkutta II und der Breslauer Ausgabe. Für seine Übersetzung griff Max Habicht auf die Breslauer Ausgabe zurück, Richard Francis Burton und Enno Littmann für die ihren auf Kalkutta II.

## Ausgaben
- Max Habicht: Tausend und eine Nacht – Arabische Erzählungen, F.W. Hendel Verlag, Leipzig 1926, 12 Bände (Erstausgabe 1824–1843, Breslauer Edition und Tunesische Handschrift), Band 11, S. 166f.
- Enno Littmann: Die Erzählungen aus den tausendundein Nächten, Insel Verlag, Frankfurt 1968 (Erstausgabe 1922–1928), 6 Bände (Kalkutta-II-Edition), Band 4, S. 271f.